# 高崎ターミナルビル
高崎ターミナルビル株式会社（たかさきターミナルビル）は、群馬県高崎市に本社を置く、東日本旅客鉄道（JR東日本）グループ、株式会社アトレの完全子会社（東日本旅客鉄道の連結子会社）。

## 概要
東日本旅客鉄道高崎支社管内において、駅ビルの運営を中心に展開している。他に熊谷駅・高崎駅周辺の上越新幹線・北陸新幹線高架下、前橋駅周辺の両毛線高架下と一部の高架下では無く単独の土地の賃貸も行っている。
2009年10月31日までは、JR東日本ホテルズのうち、高崎支社管内にある「ホテルメトロポリタン高崎」「ファミリーオ新治」の経営も行っていたが、2009年11月1日付で会社分割（吸収分割）を行い、日本ホテル株式会社に移管された。
2015年4月1日より、親会社が東日本旅客鉄道からアトレに異動すると同時に、運営店舗に関する資産等を同社に譲渡した。
アトレに経営移管して、運営のみ行っている各駅構内商業施設における2016年度の売上高合計は、16,189百万円となっている

## 運営している施設
開業させた企業の違いから、3ブランド存在している。近年は、イーサイトブランドでの展開が中心となっている。
アトレの子会社となると同時に資産を譲渡したため、これら店舗は2015年4月1日以降、アトレが所有・経営し、同社から当社へ管理運営を委託しているという運営形態に転換となっている。
- 高崎モントレー（Montres） - 高崎駅ビル（西口側）
高崎ターミナルビルは元々ここの開業・運営の為に設立された企業である。
- アズ熊谷（AZ） - 熊谷駅ビル。熊谷駅構内の改札外に4ヶ所分散している。
旧熊谷ステーション開発（吸収合併）によって開業した。
埼玉県内のイーサイト及び熊谷周辺の新幹線高架下管理についてもアズの管理部門にて行っており、実質、支社的な役割を兼ねている。「高崎ターミナルビル(株)熊谷店」と表記される場合がある。
  - アズ熊谷 本館（北口/正面口側）
  - アズ セカンド（市営駐輪場入口側）
  - アズ ロード（自由通路側）
  - アズ イースト（東口/ティアラ口側）
- イーサイト(E’site） - 駅構内の改札外に設置されている商業施設。以下4店舗所在
JR東日本グループの中では親会社のアトレが運営するアトレヴィに近い形態である。吸収分割によって事業継承た旧ジェイアール高崎商事によって開業した。
  - イーサイト高崎 - 高崎駅構内・東口[5]
    - 群馬いろは - イーサイト高崎内物産店エリアの名称

  - イーサイト前橋 - 前橋駅構内
  - イーサイト上尾 - 上尾駅構内[6]
  - イーサイト籠原 - 籠原駅ビル（北口側）。2011年3月20日開業[7]。

## 沿革
- 1982年4月14日 - 上越新幹線開業に合わせ、高崎ターミナルビルにより高崎駅の駅ビル「高崎モントレー」が開業
  - モントレー内に高崎ターミナルホテル株式会社により「高崎ターミナルホテル」が同時開業
- 1987年4月24日 - 熊谷ステーション開発株式会社により熊谷駅の駅ビル「アズ」が開業[8]
- 1996年
  - 4月1日 - 高崎ターミナルホテル株式会社を吸収合併、同時にホテル名を「ホテルメトロポリタン高崎」に変更　
  - 10月1日 - 熊谷ステーション開発株式会社により「アズセカンド」開業
- 1997年8月7日 - 熊谷ステーション開発株式会社により「アズロード」開業
- 2004年11月20日 - 熊谷ステーション開発株式会社により「アズイースト」開業
- 2005年4月1日 - 熊谷ステーション開発株式会社を吸収合併[9]
- 2006年3月15日 - ジェイアール高崎商事株式会社により「イーサイト高崎」開業
- 2007年12月25日 - ジェイアール高崎商事株式会社により「イーサイト前橋」開業
- 2009年
  - 4月1日 - ジェイアール高崎商事株式会社の再編に伴い、「ファミリーオ新治」・「イーサイト（高崎・前橋）」の移管を受ける
    - 高崎ターミナルビル商事株式会社を吸収合併

  - 11月1日 - 「ホテルメトロポリタン高崎」「ファミリーオ新治」を日本ホテル株式会社へ会社分割（吸収分割）で移管[10]
- 2010年
  - 3月14日 - 「イーサイト上尾」開業
  - 12月12日 - 「イーサイト高崎」東口新駅舎内へ拡張開業
- 2011年3月20日 - 「イーサイト籠原」開業
- 2015年4月1日 - JR東日本直系から、アトレの子会社に異動、SC関連の資産を同社に譲渡し、SC事業については運営だけを行う企業となる。
- 2016年10月25日 - 「高崎モントレー」に『JRE POINT』を導入、デザインは背景白。モントレーのロゴに加え、ぐんまちゃんのイラスト付き。
- 2017年
  - 9月1日 - 「イーサイト高崎」に『JRE POINT』を導入[11]、カードはモントレー版と共通。
  - 10月4日 - 「アズ熊谷」・「イーサイト上尾」・「イーサイト籠原」に『JRE POINT』を導入[11]、デザインは背景青でアズとイーサイトのロゴ併記。[12][13]。